# Hermógenes López
Hermógenes López (Naguanagua, 19 aprile 1830 – Valencia, 17 dicembre 1898) è stato un politico venezuelano.
È stato Presidente del Venezuela dall'8 agosto 1887 al 2 luglio 1888.